# Mário Cesariny
Mário Cesariny de Vasconcelos, né à Lisbonne le 9 août 1923 et mort dans la même ville le 26 novembre 2006, est un peintre et poète, considéré comme le principal représentant du surréalisme portugais. et comme un précurseur de l'Art informel. Son recueil Peine capitale figure sur la liste des 50 œuvres essentielles de la littérature portugaise établie en 2016 par le Diário de Notícias.

## Biographie
Mário Cesariny étudie à l'école des arts décoratifs, il étudie aussi la musique auprès d'un compositeur. Il entre à l'Académie de la Grande-Chaumière où il rencontre André Breton en 1947.
Il fonde le mouvement surréaliste de Lisbonne avec d'autres artistes comme Alexandre O'Neill ou Artur do Cruzeiro Seixas, qu'il a connu à l'école des arts décoratifs. Il écrit un manifeste du surréalisme portugais avec António Maria Lisboa. Il fonde plus tard un second groupe surréaliste dissident du premier. Son œuvre se caractérise par une expérimentation constante.
Il devient est aussi proche de résistants au régime fasciste de Salazar. Dans les années 1960 et 1970, il a été persécuté par la police judiciaire portugaise pour son homosexualité. Elle transparaît dans certaines de ses œuvres (Lisboa-os-Sustos) et l'a conduit à séjourner au Royaume-Uni et en France. Il a plus tard parlé ouvertement de sa sexualité. Sa dépouille repose à Lisbonne, au Cemitério dos Prazeres, où l'on peut lire son poème en guise d'épitaphe : « A vida às portas da vida/ e o azul masculino de um rio/ Amor ardente /de forma distinta ».

## Œuvres
- Labyrinthe du chant, traduit par Isabel Meyrelles et l'auteur, présenté par José Pierre, L'Escampette, 1994.